# Кремпцево
Кремпцево (пол. Krępcewo) — село в Польщі, у гміні Долиці Старгардського повіту Західнопоморського воєводства.
Населення — 401 особа (2011).
У 1975-1998 роках село належало до Щецинського воєводства.

## Демографія
Демографічна структура станом на 31 березня 2011 року:
|          | Загалом | Допрацездатний вік | Працездатний вік | Постпрацездатний вік |
| -------- | ------- | ------------------ | ---------------- | -------------------- |
| Чоловіки | 207     | 51                 | 133              | 23                   |
| Жінки    | 194     | 46                 | 100              | 48                   |
| Разом    | 401     | 97                 | 233              | 71                   |